# Acropyga myops
Acropyga myops är en myrart som beskrevs av Auguste-Henri Forel 1910. Acropyga myops ingår i släktet Acropyga och familjen myror. Inga underarter finns listade i Catalogue of Life.

## Bildgalleri

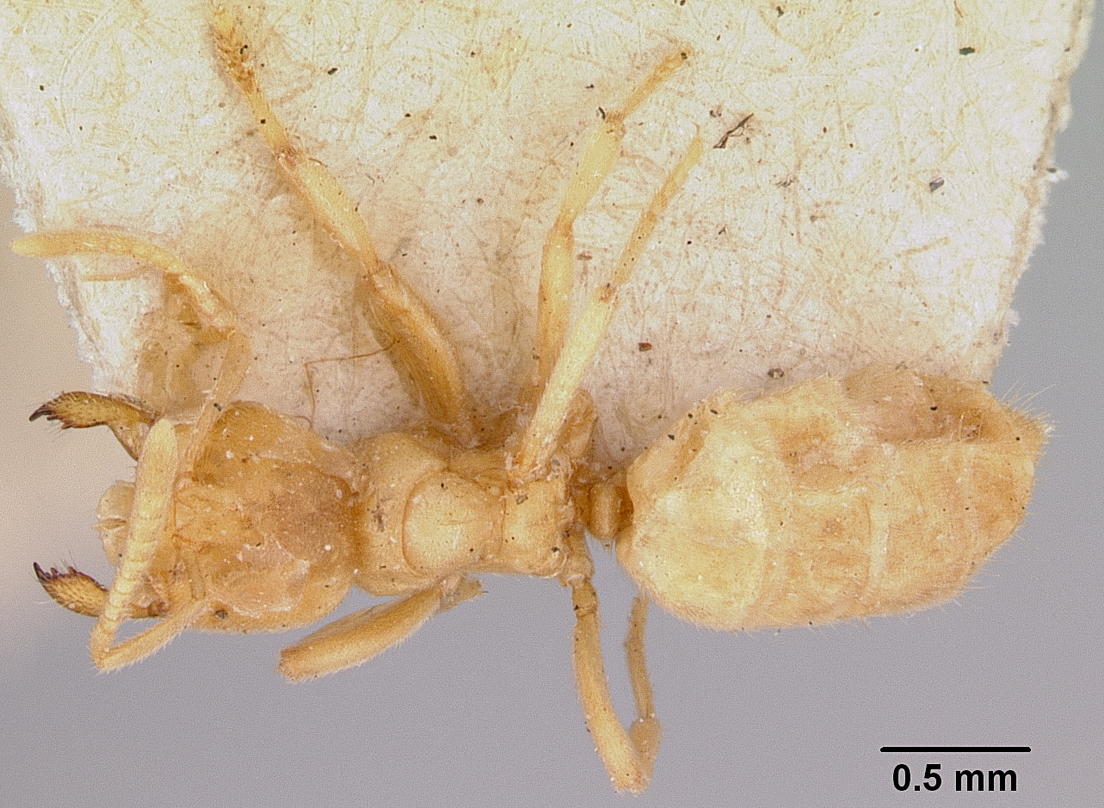
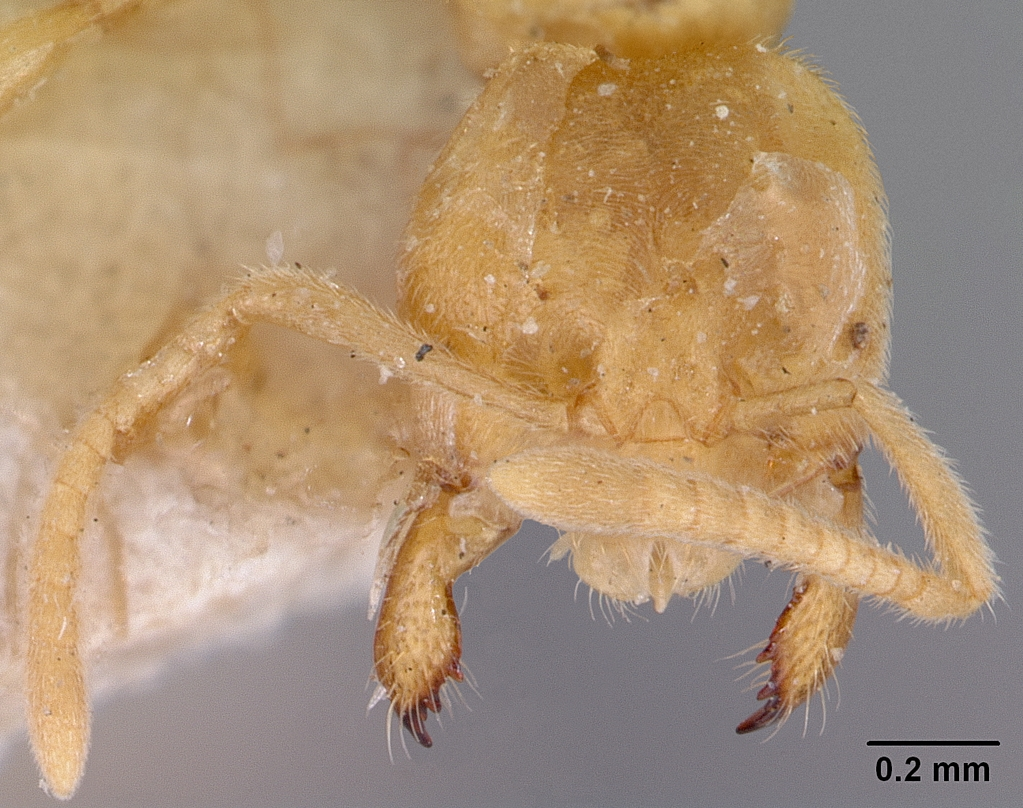
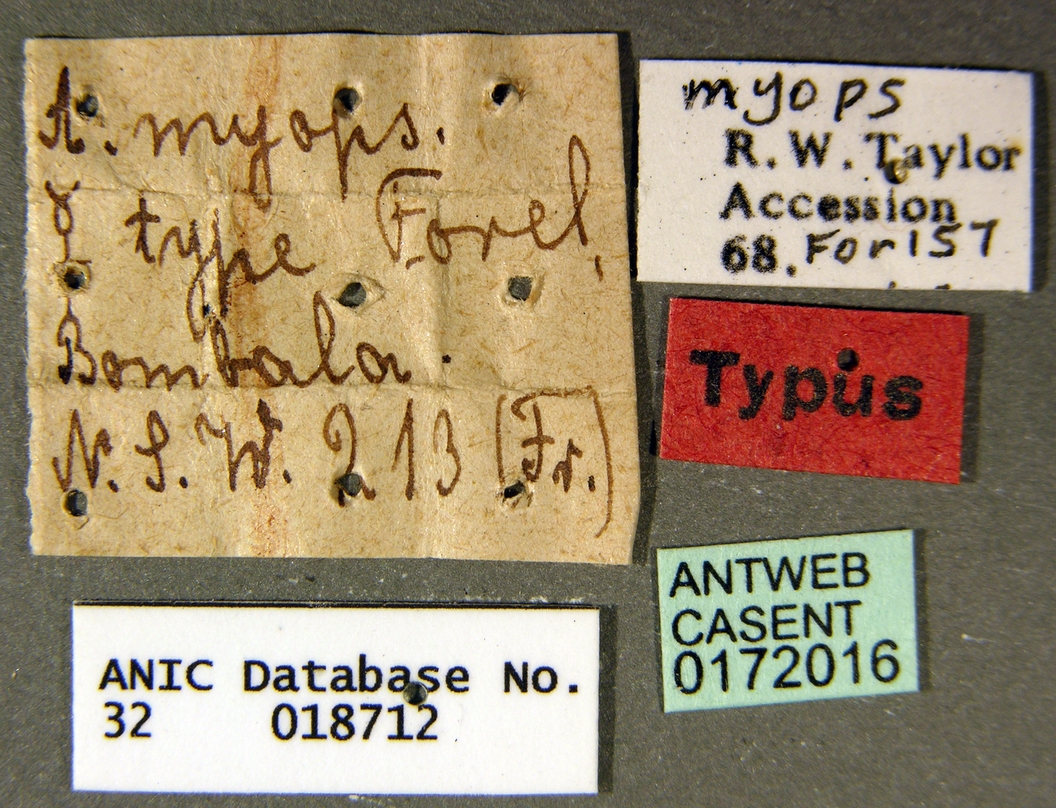
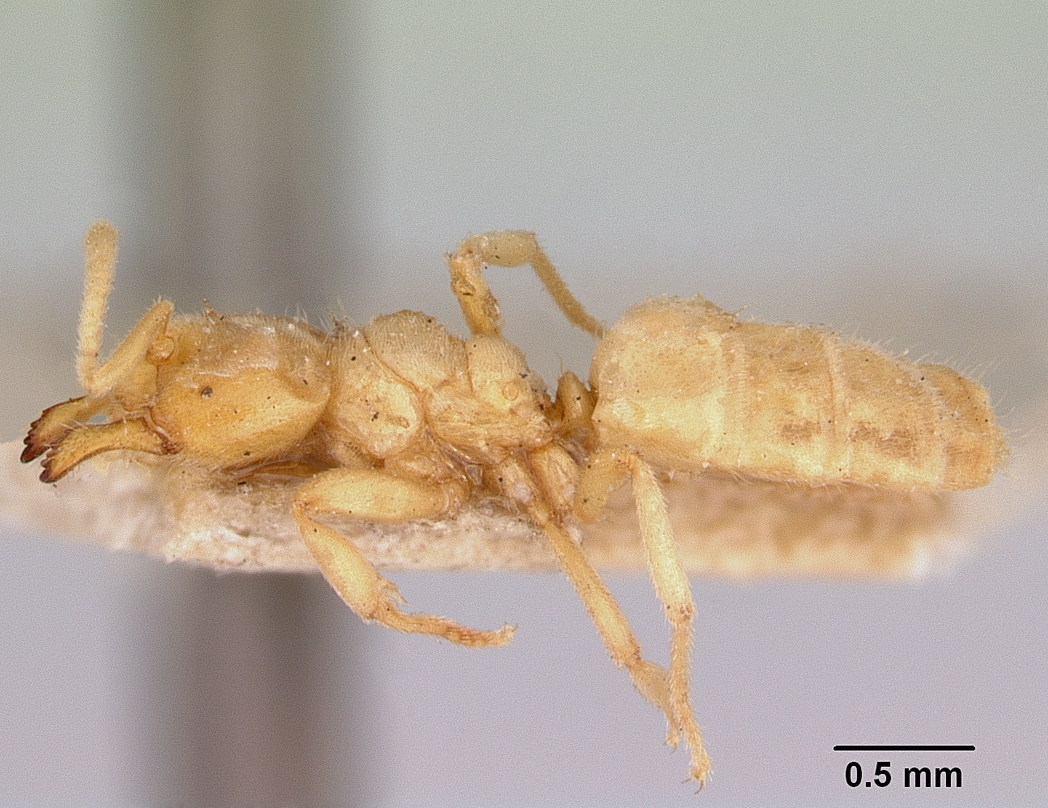
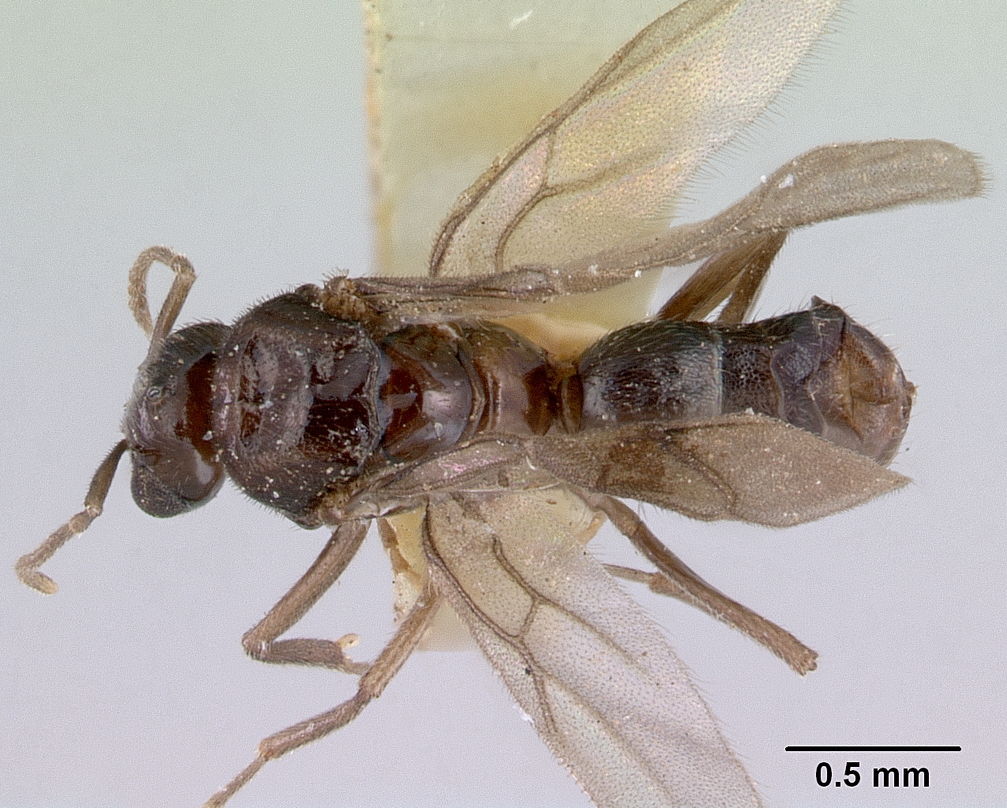
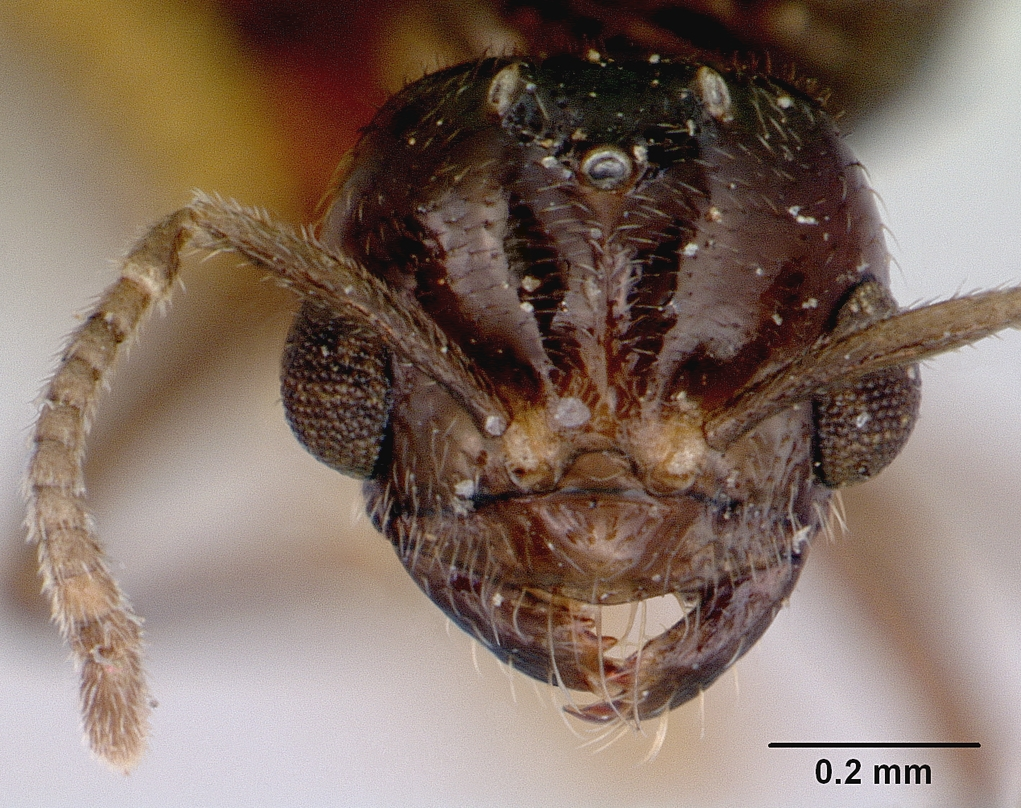